# Marie Adrien François Guiton
Pour les articles homonymes, voir Guiton.
Marie Adrien François Guiton, né le 8 juin 1761 à Corvol-l'Orgueilleux et mort le 19 février 1819 à Paris, est un général français de la Révolution et de l’Empire. 

## Biographie
Né à Corvol-l'Orgueilleux dans la Nièvre, au sein d'une famille de commerçants d'Étampes, il suit avec passion les débuts de la Révolution française. Volontaire dès juillet 1792, il est remarqué par son courage et son aptitude à entraîner les autres au combat. Capitaine des hussards des Ardennes, il participe, le 6 novembre 1792, à la bataille de Jemmapes, puis il rejoint en juin 1794 l'armée de Sambre-et-Meuse, avec laquelle il est nommé lieutenant. Il poursuit sa carrière sous le Directoire dans l'armée d'occupation de la Belgique et de la République batave. Il épouse une descendante française de huguenots réfugiés en Hollande au moment de la révocation de l'édit de Nantes. Son efficacité pour organiser les réquisitions lui vaut d'être promu colonel du 1er régiment de cuirassiers en 1803. C'est en tant que commandant de ce régiment en garnison à Paris qu'il participe, en 1804, à la commission militaire qui condamne à l'unanimité le duc d'Enghien à mort.
Nommé général de brigade le 1er avril 1807, il est élevé à la dignité de baron de l'Empire le 2 juillet 1808.
Il est mis à la retraite par la Restauration.

## Décorations et titres
- Légion d'honneur
  - Chevalier de la Légion d'honneur le 11 décembre 1803.
  - Officier de la Légion d'honneur le 15 juin 1804.
  - Commandeur de la Légion d'honneur le 24 décembre 1805[3].
- Baron de l'Empire le 2 juillet 1808.